# Crevna flora
Crevna flora, crevna mikrobiota ili gastrointestinalna mikrobiota je kompleksna zajednica mikroorganizama koji žive u digestivnom traktu ljudi i drugih životinja, uključujući insekte. Crevni metagenom je agregat svih genoma crevnih mikrobiota. Stomak je jedna od niša koje ljudska mikrobiota naseljava.
Kod ljudi, crevna mikrobiota ima najveći broj bakterija i najveći broj vrste u poređenju sa drugim oblastima tela. Kod ljudi se crevna flora uspostavlja nakon jedne do dve godine posle rođenja, i do tog vremena intestinalni epitel i intestinalna mukozna barijera koju on izlučuje su korazvijeni na način koji je tolerantan i čak podržava crevnu floru, i koji isto tako pruža barijeru za patogene organizme.
Odnos između crevne flore i ljudi nije samo komensalan (vid neštetne koegzistencije), već je pre mutialistička relacija.‍:700 Neki mikroogranizmi ljudskih creva koriste domaćinu putem fermentisanja dijetetskih vlakana u kratkolančane masne kiseline, kao što su sirćetna kiselina i buterna kiselina, koje zatim domaćin apsorbuje. Intestinalne bakterije isto tako igraju ulogu u sintezi vitamina B i vitamina K, kao i u metabolizmu žučnih kiselina, sterola, i ksenobiotika. Sistemski značaj kratkolančanih masnih kiselina i drugih jedinjenja poput hormona je takav da sama crevna flora funkcioniše kao endokrini organ, i njena disregulacija je bila povezana inflamatornim i autoimunskim stanjima.
Kompozicija ljudske crevne mikrobiote se menja tokom vremena, kad se menja ishrana, i u skladu sa promenama sveukupnog zdravlja. Jedan sistematski pregled iz 2016. godine je ispitao preklinička istraživanja i ispitivanja na ljudima malog obima koja su sprovedena sa određenim komercijalno dostupnim sojevima probiotičkih bakterija i identifikovani su oni koji su imali najveći potencijal da budu korisni za određene poremećaje centralnog nervnog sistema.

## Literatura
- Maranduba, CM; De Castro, SB; de Souza, GT; Rossato, C; da Guia, FC; Valente, MA; Rettore, JV; Maranduba, CP; de Souza, CM; do Carmo, AM; Macedo, GC; Silva, FS (2015). „Intestinal Microbiota as Modulators of the Immune System and Neuroimmune System: Impact on the Host Health and Homeostasis”. Journal of Immunology Research. 2015: 931574. PMC 4352473 . PMID 25759850. doi:10.1155/2015/931574.
- De Preter, Vicky; Hamer, Henrike M; Windey, Karen; Verbeke, Kristin (2011). „The impact of pre- and/or probiotics on human colonic metabolism: Does it affect human health?”. Molecular Nutrition & Food Research. 55 (1): 46—57. PMID 21207512. doi:10.1002/mnfr.201000451.
- Prakash, Satya; Rodes, Laetitia; Coussa-Charley, Michael; Tomaro-Duchesneau, Catherine; Tomaro-Duchesneau, Catherine; Coussa-Charley; Rodes (2011). „Gut microbiota: Next frontier in understanding human health and development of biotherapeutics”. Biologics: Targets and Therapy. 5: 71—86. PMC 3156250 . PMID 21847343. doi:10.2147/BTT.S19099.
- Wu, G. D.; Chen, J.; Hoffmann, C.; Bittinger, K.; Chen, Y.-Y.; Keilbaugh, S. A.; Bewtra, M.; Knights, D.; Walters, W. A.; Knight, R.; Sinha, R.; Gilroy, E.; Gupta, K.; Baldassano, R.; Nessel, L.; Li, H.; Bushman, F. D.; Lewis, J.D. (2011). „Linking Long-Term Dietary Patterns with Gut Microbial Enterotypes”. Science. 334 (6052): 105—08. Bibcode:2011Sci...334..105W. PMC 3368382 . PMID 21885731. doi:10.1126/science.1208344.